# کویوجاک (صندوق‌لی)
کویوجاک (به ترکی استانبولی: Kuyucak) یک منطقهٔ مسکونی در ترکیه است که در صندوق‌لی واقع شده‌است.